# Jindřichov (Lučany nad Nisou)
Jindřichov (německy Hennersdorf) je vesnice, část města Lučany nad Nisou v okrese Jablonec nad Nisou. Nachází se asi dva kilometry západně od Lučan nad Nisou. Jindřichov leží v katastrálním území Jindřichov nad Nisou o rozloze 0,95 km².

## Historie
První písemná zmínka o vesnici pochází z roku 1694.

## Galerie

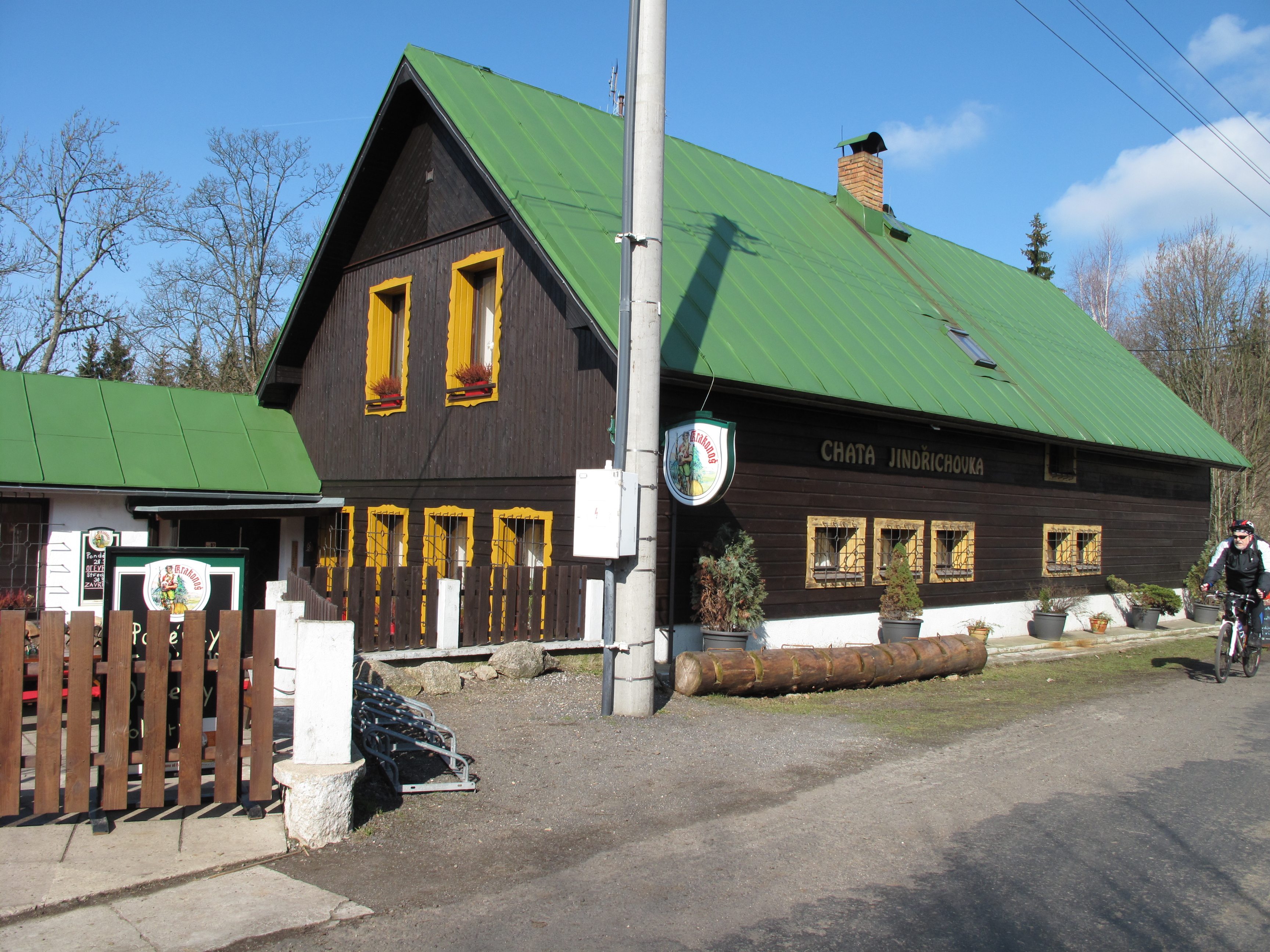
Chata Jindřichovka
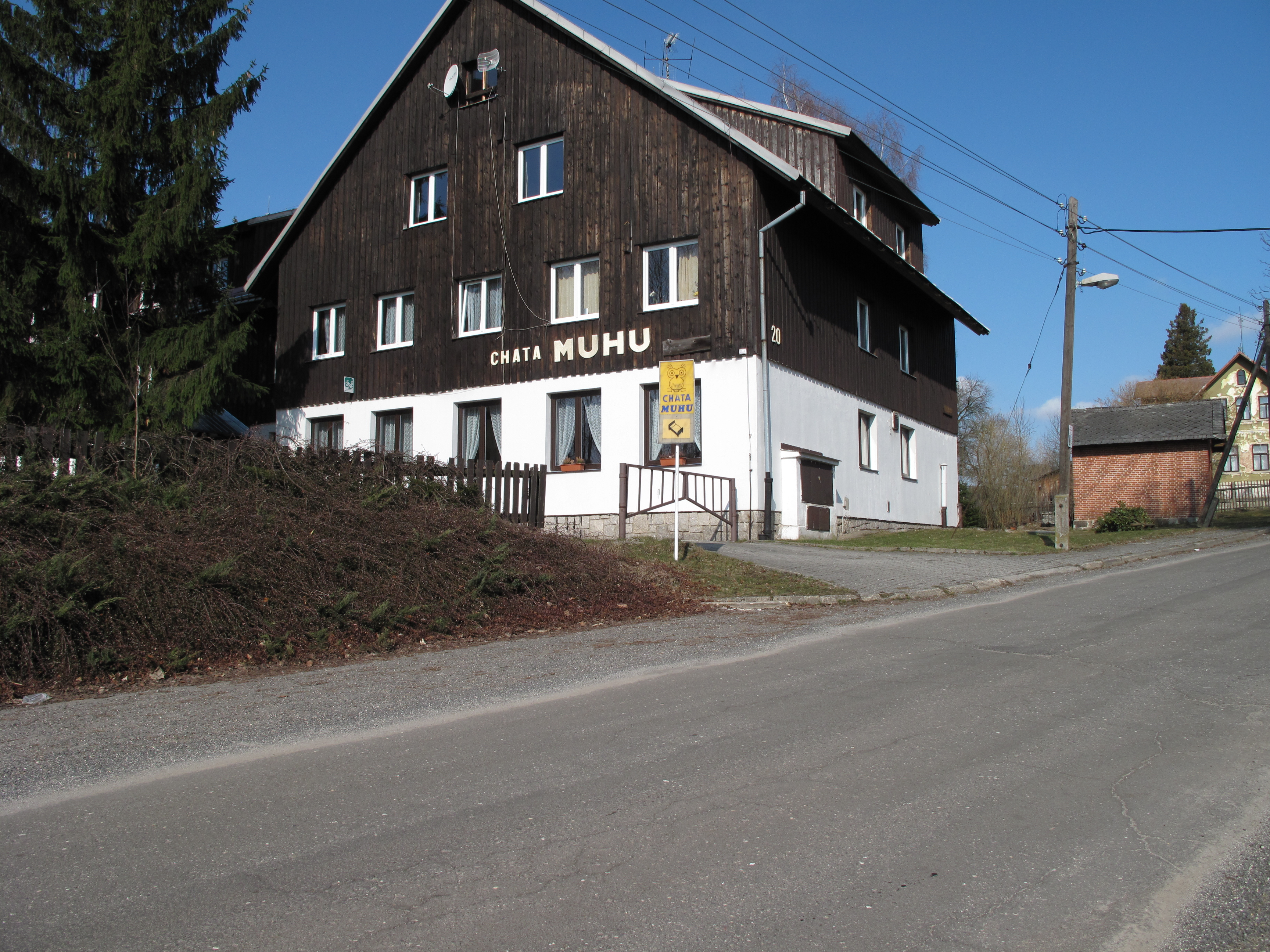
Chata MUHU
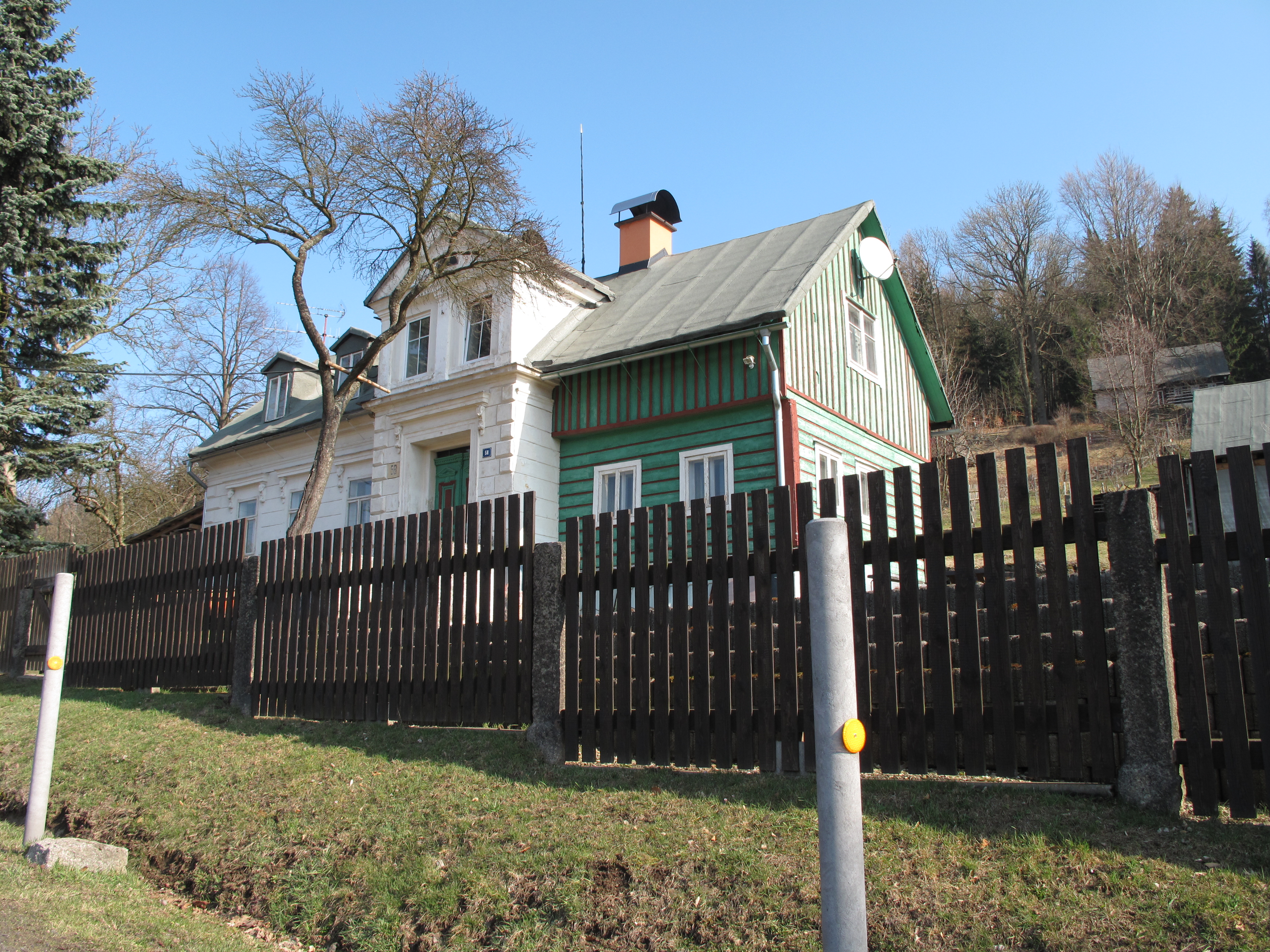
Dům